# 12998 Thomas-Keprta
A 12998 Thomas-Keprta (ideiglenes jelöléssel (12998) 1981 EB43) a Naprendszer kisbolygóövében található aszteroida. Schelte J. Bus fedezte fel 1981. március 2-án.

## Kapcsolódó szócikk
- Kisbolygók listája (12501–13000)